# نادي العدالة موسم 2014–15
موسم نادي العدالة 2014–15 هو الموسم الواحد والثلاثين لنادي العدالة منذُ تأسيسهِ عام 1984–85. شارك النادي في هذا الموسم للمرة العاشرة في تاريخهِ في دوري الدرجة الثانية حيثُ لعب 18 مبارةً حصد من خلالها 23 نقطة ليحتل المركز السادس خلفَ نادي الشرق الذي حلَّ خامسًا بنفس الرصيد من النقاط. فشل العدالة إذن في هذا الموسم في الصعود لدوري الدرجة الأولى فبقي لموسمٍ إضافيّ في دوري الدرجة الثانيّة، كما لم يُشارك في كأس خادم الحرمين الشريفين، ولا في كأس ولي العهد السعودي 2014–15.

## نظرة عامّة
| المنافسة                    | أول مباراة                 | آخر مباراة          | الدور الافتتاحي | المركز النهائي | السجل | السجل | السجل | السجل | السجل | السجل | السجل | السجل   |
| المنافسة                    | أول مباراة                 | آخر مباراة          | الدور الافتتاحي | المركز النهائي | لعب   | ف     | ت     | خ     | له    | عليه  | ف.أ.  | الفوز % |
| --------------------------- | -------------------------- | ------------------- | --------------- | -------------- | ----- | ----- | ----- | ----- | ----- | ----- | ----- | ------- |
| دوري الدرجة الثانية السعودي | 18 تشرين الأول/أكتوبر 2014 | 27 شباط/فبراير 2015 | الجولة الأولى   | المركز السادس  | 18    | 5     | 8     | 5     | 16    | 15    | +1    | 027٫78  |
| كأس الملك                   | –                          | –                   | –               | –              | 0     | 0     | 0     | 0     | 0     | 0     | +0    | —       |
| المجموع                     | المجموع                    | المجموع             | المجموع         | المجموع        | 18    | 5     | 8     | 5     | 16    | 15    | +1    | 027٫78  |

المصدر: المنافسات

### حصيلة النتائج
| الفريق ╲ الجولة | 1 | 2 | 3 | 4 | 5 | 6 | 7 | 8 | 9 | 10 | 11 | 12 | 13 | 14 | 15 | 16 | 17 | 18 |
| --------------- | - | - | - | - | - | - | - | - | - | -- | -- | -- | -- | -- | -- | -- | -- | -- |
| نادي العدالة    | W | W | W | L | D | L | W | L | W | L  | D  | D  | D  | D  | D  | D  | D  | L  |

### ملخص النتائج
| شامل | شامل | شامل | شامل | شامل | شامل | شامل | شامل | على أرضه | على أرضه | على أرضه | على أرضه | على أرضه | على أرضه | خارج أرضه | خارج أرضه | خارج أرضه | خارج أرضه | خارج أرضه | خارج أرضه |
| لعب  | ف    | ت    | خ    | أ.ل  | أ.ع  | ف.أ  | ن    | ف        | ت        | خ        | أ.ل      | أ.ع      | ف.أ      | ف         | ت         | خ         | أ.ل       | أ.ع       | ف.أ       |
| ---- | ---- | ---- | ---- | ---- | ---- | ---- | ---- | -------- | -------- | -------- | -------- | -------- | -------- | --------- | --------- | --------- | --------- | --------- | --------- |
| 18   | 5    | 8    | 5    | 16   | 15   | +1   | 23   | 4        | 4        | 1        | 9        | 4        | +5       | 1         | 4         | 4         | 7         | 11        | −4        |

## الدوري

### معلومات عامّة
النصف الأول
بدأ العدالة موسمه الجديد بقوّة حيثُ نجح في الجولة الافتتاحية في الفوز على نادي الأنصار في عقرِ دراه بالمدينة المنورة عائدًا للأحساء بالنقاط الثلاث الثمينة، كما حقّق في الجولة الموالية انتصارًا صعبًا بهدفٍ نظيفٍ على نادي الزلفي، ثمّ أعقبها بانتصار هو الثالث تواليًا وجاء هذه المرة على حسابِ نادي الساحل في ملعب الأمير عبد الله بن جلوي بهدفين نظيفين حاصدًا بذلك نقطته التاسعة (العلامة الكاملة) في ثالث مباراة له في الدوري.
أول تعثر في الدوري لنادي العدالة كان في الجولة الرابعة حينما حلَّ ظيفًا ثقيلًا على نادي سدوس في ملعب الصائغ بالعاصمة السعودية الرياض فخسر المباراة بهدفين نظيفين وهو ما أثّر على أداء الفريق في الجولات المواليّة، حيثُ سقط في فخّ التعادل في الجولة الخامسة أمام نادي النجمة في الأحساء بهدفٍ في كلّ شبكة، قبل أن يتعرض لخسارة قاسيّة في الجولة السادسة أمام نادي ضمك بأربعة أهدافٍ مقابل واحد في ملعب الأمير سلطان بن عبد العزيز.
انتفض العدالة أخيرًا فتمكّن في الجولة السابعة من تحقيقِ انتصارٍ غاب عنهُ في آخر ثلاث مباريات بعدما دكّ شباك نادي الشرق في ملعب الأمير عبد الله بن جلوي بثلاثية نظيفة، لكنّه عاد لتضييع النقاط من جديدٍ بعدما خسر في الجولة الثامنة أمام نادي الكوكب بهدفين مقابل واحد، وتدارك الأمر في الجولة المواليّة حينما تمكّن من من هزمِ نادي التهامي بصعوبةٍ في الأحساء.
النصف الثاني
واصلَ العدالة نتائجه المتذبذبة عبر الفوز تارة والخسارة تارة أخرى وهذا ما كان حيثُ خسر الجولة العاشرة أمام نادي الأنصار بهدف نظيف بعدما كان قد تغلّب عليهِ ذهابًا في عُقر داره، ثمّ دخل في دوامةٍ من النتائج المتواضعة التي أفقدتهُ الكثير من النقاط وجعلتهُ يتراجعُ تدريجيًا في سلّم الترتيب، حيثُ تعادل في الجولة الحادية عشر أمام الزلفي بهدفٍ في كلّ شبكة، ثمّ تعادل في الجولة المواليّة أمام الساحل من دون أهداف في ملعب الأمير نايف بن عبد العزيز.
بقي العدالة حبيس التعادلات فسقط في هذا الفخّ في الجولة الثالثة عشر حينما فرض عليه نادي سدوس القادم من الرياض تعادلًا سلبيًا على النادي الأحسائي داخل الديار، ونفس الأمر فعله نادي ضمك القادم من خميس مشيط جنوب غرب المملكة الذي فرض تعادلًا إيجابيًا (1 – 1) على العدالة في الأحساء. سافر العدالة صوبَ الدلم على أمل كسر سلسلة التعادلات هذه والتي امتدت لأربعِ مبارياتٍ على التوالي لكنّه واجه هناك خصمًا عنيدًا اسمهُ الشرق فرض عليهِ هو الآخر تعادلًا في اللحظات الأخيرة بهدف في كلّ شبكة.
دخل العدالة في الأداء السّلبي حيثُ فشل في تسجيلِ أيّ هدفٍ على نادي الكوكب في الجولة السادسة عشر على الرغمِ من سيطرته على المباراة بالطول والعرض لتنتهي بالتعادل السلبي من جديد، وهي نفس النتيجة التي تكررت في الجولة السابعة عشر أمام التهامي في جازان ليكون هذا التعادل هو سابع تعادل على التوالي للفريق الأحسائي وهي أطول سلسلة تعادلات في الدوري هذا الموسم، الذي أنهاهُ العدالة بشكلٍ سلبيّ على عكس ما بدأه بعدما خسر الجولة الأخيرة أمام نادي النجمة بـ 2 – 1 في ملعب نادي النجمة بمدينة عنيزة في السابع والعشرين من شباط/فبراير 2015 ليُنهي النادي الأحسائي الدوري في المركز السادس برصيدِ 23 نقطة مناصفةً مع نادي الشرق الذي حلَّ خامسًا بنفس الرصيد من النقاط.

### قائمة المباريات
جدول الترتيب
حلَّ نادي العدالة سادسًا في الجدول النهائي لترتيب دوري الدرجة الثانيّة السعودي موسم 2014–15 وهو مركزٌ غير مؤهلٍ لدوري الدرجة الأولى. في 18 جولة لعبها النادي الأحسائي؛ تمكّن من تحقيقِ الفوز في خمس مناسبات فقط (أربعة داخل الديار وفوزٌ واحدٌ في الخارج)، وتعادل في ثماني مناسبات بينما خسر في خمسِ مناسباتٍ أخرى. سجّل العدالة ما مجموعهُ 16 هدفًا (بمعدل 0.88 في كلّ مباراة) بينما اهتزّت شباكه 15 مرة (بمعدل 0.83 في كل مباراة) حاصلًا بذلك على + 1 فقط في فرقِ الأهداف. حلَّ العدالة خلف نادي الشرق الذي جاء في المركز الخامس بنفس رصيد نقاط النادي الأحسائي من سبعِ انتصاراتٍ وتعادلين وتسع خسارات، بينما جاء نادي الأنصار في المركز السابع خلف العدالة بفارف نقطة واحدة بعدما جمع 22 نقطة من خمس انتصارات وسبع تعادلات وستّ هزائم مُسجّلًا 16 هدفًا ومُتلقيًا مثلها.
| م | الفريق  | لعب | ف | ت | خ | له | عليه | ف.أ | نقاط |
| - | ------- | --- | - | - | - | -- | ---- | --- | ---- |
| 4 | النجمة  | 18  | 7 | 6 | 5 | 17 | 20   | - 3 | 27   |
| 5 | الشرق   | 18  | 7 | 2 | 9 | 18 | 21   | - 3 | 23   |
| 6 | العدالة | 18  | 5 | 8 | 5 | 16 | 15   | + 1 | 23   |
| 7 | الأنصار | 18  | 5 | 7 | 6 | 16 | 16   | 0   | 22   |
| 8 | التهامي | 18  | 5 | 5 | 8 | 19 | 19   | 0   | 20   |

قائمة المباريات
هذه قائمةٌ بمباريات نادي العدالة في دوري الدرجة الثانيّة السعودي (المجموعة ب) موسم 2014–15:
| 18 أكتوبر 2014 1 | الأنصار | 2 – 0 | العدالة | المدينة المنورة                        |
|                  |         |       |         | الملعب: ملعب الأمير محمد بن عبد العزيز |

| 24 أكتوبر 2014 2 | العدالة | 1 – 0 | الزلفي | الأحساء                              |
|                  |         |       |        | الملعب: ملعب الأمير عبد الله بن جلوي |

| 1 نوفمبر 2014 3 | العدالة | 2 – 0 | الساحل | الأحساء                              |
|                 |         |       |        | الملعب: ملعب الأمير عبد الله بن جلوي |

| 05 سبتمبر 2014 4 | سدوس | 2 – 0 | العدالة | الرياض              |
|                  |      |       |         | الملعب: ملعب الصائغ |

| 13 سبتمبر 2014 5 | العدالة | 1 – 1 | النجمة | الأحساء                              |
|                  |         |       |        | الملعب: ملعب الأمير عبد الله بن جلوي |

| 22 سبتمبر 2014 6 | ضمك | 4 – 1 | العدالة | خميس مشيط                               |
|                  |     |       |         | الملعب: ملعب الأمير سلطان بن عبد العزيز |

| 28 نوفمبر 2014 7 | العدالة | 3 – 0 | الشرق | الأحساء                              |
|                  |         |       |       | الملعب: ملعب الأمير عبد الله بن جلوي |

| 6 ديسمبر 2014 8 | الكوكب | 2 – 1 | العدالة | الخرج                    |
|                 |        |       |         | الملعب: ملعب نادي الكوكب |

| 13 ديسمبر 2014 9 | العدالة | 1 – 0 | التهامي | الأحساء                              |
|                  |         |       |         | الملعب: ملعب الأمير عبد الله بن جلوي |

| 19 ديسمبر 2014 10 | العدالة | 0 – 1 | الأنصار | الأحساء                              |
|                   |         |       |         | الملعب: ملعب الأمير عبد الله بن جلوي |

| 27 ديسمبر 2014 11 | الزلفي | 1 – 1 | العدالة | الزلفي                   |
|                   |        |       |         | الملعب: ملعب نادي الزلفي |

| 1 يناير 2015 12 | الساحل | 0 – 0 | العدالة | عنك                                    |
|                 |        |       |         | الملعب: ملعب الأمير نايف بن عبد العزيز |

| 16 يناير 2015 13 | العدالة | 0 – 0 | سدوس | الأحساء                              |
|                  |         |       |      | الملعب: ملعب الأمير عبد الله بن جلوي |

| 30 يناير 2015 14 | العدالة | 1 – 1 | ضمك | الأحساء                              |
|                  |         |       |     | الملعب: ملعب الأمير عبد الله بن جلوي |

| 7 فبراير 2015 15 | الشرق | 1 – 1 | العدالة | الدلم                   |
|                  |       |       |         | الملعب: ملعب نادي الشرق |

| 13 فبراير 2015 16 | العدالة | 0 – 0 | الكوكب | الأحساء                              |
|                   |         |       |        | الملعب: ملعب الأمير عبد الله بن جلوي |

| 21 فبراير 2015 17 | التهامي | 0 – 0 | العدالة | جازان                                  |
|                   |         |       |         | الملعب: ملعب مدينة الملك فيصل الرياضية |

| 27 فبراير 2015 18 | النجمة | 2 – 1 | العدالة | عنيزة                    |
|                   |        |       |         | الملعب: ملعب نادي النجمة |

### إحصائيات
- سجّل العدالة 16 هدفًا (بمعدل 0.88 في كلّ مباراة) بينما تلقّت شباكه 15 هدفًا (بمعدل 0.83 في كل مباراة).
  - سجّل العدالة 9 أهدافٍ في المباريات التي خاضها على أرضيّة ملعبه بينما تلقَّى 4 أهداف.
  - سجّل العدالة 7 أهدافٍ خارج دياره وتلقَّى في مقابل ذلك 11 هدفًا.
- لم يخسر العدالة أيّ مبارتين على التوالي، حيثُ أنّ كل خساراته الخمسة في الدوري جاءت متفرقة وعلى جولات متباعدة.
  - حقَّقَ العدالة ثلاث انتصاراتٍ على التوالي وذلك من الجولة الافتتاحيّة حتى الجولة الثالثة.
- أكبر انتصارٍ حقّقه نادي العدالة في الموسم الكرويّ 2014–15 كان داخل ميدانهِ على حسابِ نادي الشرق بثلاثية نظيفة في الجولة السابعة.
  - أكبر خسارةٍ تعرض لها النادي الأحسائي كانت في الجولة السادسة حينما خسر في خميس مشيط أمام نادي ضمك بأربعة أهداف مقابل هدفٍ وحيدٍ.